# Уннук, Арго
Арго Уннук (эст. Argo Unnuk)(род. 18 апреля 1966 года в Таллинне) — советский и эстонский шашист. Чемпион Эстонии в международные шашки в 1998, 2010, 2014 годах, и в русские шашки в 2004, 2012 году.
Мастер ФМЖД.
На чемпионате мира по международным шашкам 2017 года занял 25 место в полуфинале Б.
Участник Чемпионатов Европы 2008, 2010 года
В составе сборной Эстонии участник командного чемпионата Европы (2013)